# Triathlon bei den Olympischen Spielen
Triathlon gehört seit einer Entscheidung des IOC im September 1994 in Paris zum Programm Olympischer Spiele, bei den Olympischen Spielen 2000 in Sydney wurden erstmals olympische Medaillen an Triathleten vergeben.

## Übersicht der Wettbewerbe
| Wettbewerb             | 1896–1996 | 00 | 04 | 08 | 12 | 16 | 20 | 24 | 28 | 32 | Gesamt |
| ---------------------- | --------- | -- | -- | -- | -- | -- | -- | -- | -- | -- | ------ |
| Einzel – Männer        |           | •  | •  | •  | •  | •  | •  | •  |    |    | 7      |
| Einzel – Frauen        |           | •  | •  | •  | •  | •  | •  | •  |    |    | 7      |
| Mixed-Staffel          |           |    |    |    |    |    | •  | •  |    |    | 2      |
| Anzahl der Wettbewerbe |           | 2  | 2  | 2  | 2  | 2  | 3  | 3  |    |    | 16     |

## Vorgeschichte
Bei einer Routinereise nach Schweden im April 1988 diskutierte IOC-Präsident Juan Antonio Samaranch mit dem schwedischen Brigadegeneral Sven Thofelt, damaliger Präsident der Union Internationale de Pentathlon Moderne et Biathlon (UIPMB), die Möglichkeit, Triathlon als Demonstrationssportart mit in das Programm der Olympischen Spiele 1992 in Barcelona aufzunehmen. Der Moderne Fünfkampf stand in der Kritik, organisatorischer Aufwand und Publikumsinteresse standen in keinem Verhältnis zueinander. Samaranch schlug vor, zur Beschleunigung Triathlon – bis dahin noch ohne internationalen Dachverband – mit in die UIPMB aufzunehmen, erwartete aber, dass vor den 1992er Spielen noch drei erfolgreiche Weltmeisterschaften abgehalten würden.
Im August 1988 kam es daraufhin in Stockholm zu einem Treffen der UIPMB mit mehreren nationalen Triathlonverbänden, deren Versuche zur Gründung eines internationalen Dachverbandes in den Vorjahren an Differenzen zwischen europäischen und nordamerikanischen Vertretern gescheitert war. Im Oktober in Kairo und im November in Montecatini gab es weitere Treffen. Am 31. März 1989 in Avignon sollte es dann auf einem weiteren Treffen in der Großen Halle des Palais des Papes zu einer Entscheidung kommen. Auf Drängen des deutschen Vertreters, DTU-Präsident Martin Engelhardt, der als größter Befürworter eines Beitritts zur UIPMB auftrat, wurde die Agenda umgestellt und eine Abstimmung über einen Beitritt an den Beginn des Treffens gestellt. Als Igor Alexandrowitsch Nowikow, der gerade Sven Thofelt als Präsident der UIPMB abgelöst hatte, klarstellte, dass die UIPMB die zuvor von den Triathlonvertretern verfasste Satzung ablehnen würde, kippte die Stimmung. Die UIPMB wollte Triathlon als einen Wettkampf bei Olympischen Spielen integrieren, bei dem an einem Tag Schwimmwettkämpfe, an einem zweiten ein Radrennen und an einem dritten ein Lauf stattfinden sollte. Die Triathlonvertreter votierten daraufhin für einen eigenen Weg ohne die UIPMB und gründeten am 1. April 1989 die International Triathlon Union (ITU). Am gleichen Tag wurde 1,5 km Schwimmen, 40 km Radfahren und 10 km Laufen als „olympische Distanz“ festgelegt. Zwar waren die Veranstaltungen mit dem größten Medieninteresse damals der von IMG veranstaltete Triathlon Longue Distance de Nice sowie der Ironman Hawaii; deren Distanzen erschienen aber sowohl organisatorisch wie auch bezüglich Wettkampfdauer ungeeignet für Olympische Spiele. Im August 1989 wurden ebenfalls in Avignon die ersten Weltmeisterschaften veranstaltet.
Trotzdem gelang es zu erreichen, dass die ITU bereits im Juni 1991 in die IOC aufgenommen wurde, und auf einem Kongress am 4. September 1994 in Paris entschied das IOC, Triathlon erstmals in das Wettkampfprogramm für die Olympischen Spiele 2000 in Sydney aufzunehmen – wenn auch zunächst ausdrücklich nur vorläufig. Eine zuschauerfreundliche Präsentation der Wettkämpfe war jetzt wichtig, wozu gehörte, dass in dem Moment, in dem der erste Athlet die Ziellinie überquerte, auch der Sieger feststand. Nachdem es in den ersten Jahren bei Kurzdistanz-Weltmeisterschaften immer lange gedauert hatte, bis alle offiziellen Proteste gegen Kampfrichterentscheidungen behandelt worden waren, wurde bei der Kurzdistanz-WM im November 1995 in Cancún erstmals Drafting freigegeben. Damit spaltete sich Triathlon in zwei Wettkampfformate mit völlig unterschiedlicher Charakteristik: Auf der einen Seite der Kampf des Einzelnen gegen die Uhr bei verbotener Nutzung von Windschatten auf der Radstrecke, auf der anderen Seite Drafting-Wettkämpfe, bei denen Athleten, die nicht vom Startschuss weg mit an der Spitze dabei waren, kaum noch eine Chance hatten.
Bei den Olympischen Spielen 2000 in Sydney trat Triathlon dann erstmals unter den olympischen Ringen auf. 48 Frauen und 52 Männer traten in separaten Wettkämpfen über die 1989 festgelegte olympische Distanz an. 2004 war identisch zur ersten Austragung bezüglich Modus und Distanz, allerdings waren in Athen jeweils exakt 50 Männer und 50 Frauen am Start. Die Anzahl der Athleten wurde 2008 in Peking auf 55 Männer und 55 Frauen angehoben und blieb so auch 2012 in London. In London fand der Triathlon der Frauen am Samstag, dem 4. August, der der Männer am Dienstag, den 7. August statt.
Die Olympiawettbewerbe der Triathleten bei den nächsten Spielen im Sommer 2028 wurden im April 2025 von Long Beach (südlich von Los Angeles) nach Venice Beach verlegt.

## Qualifikation
Die Nominierung von Athleten für die einem teilnehmenden Land zustehenden Startplätze erfolgt durch die Nationalen Olympischen Komitees.
Fünf Möglichkeiten bestehen für die NOCs, Startplätze bei den Olympischen Spielen zu erhalten. Bis zu acht NOCs erhalten die Maximalanzahl von drei Startplätzen pro Geschlecht. Die übrigen NOCs erhalten jeweils zwei Startplätze.
Die ersten fünf Startplätze gehen an die Gewinner der fünf kontinentalen Qualifikationswettkämpfe. Drei weitere Startplätze gehen an die Top 3 bei den ITU World Championship Series, sollte darunter ein Athlet sein, der bereits eine kontinentale Qualifikation gewann, wird er übersprungen. Die nächsten 39 Plätze gehen an die NOCs, deren Athleten am höchsten im ITU Ranking platziert sind (wobei bereits qualifizierte Athleten ebenfalls nicht berücksichtigt werden). Der 48. Platz geht an das Gastgeberland, soweit dieses nicht bereits einen Startplatz erhalten hat, andernfalls den nächsthöchsten Athleten des Gastgeberlandes im Ranking. Zwei Plätze werden durch die Tripartite Commission vergeben. Schließlich werden fünf weitere Plätze an die NOCs über die ITU-Points-List vergeben, wobei jeweils ein Platz pro Kontinent vergeben wird.

## Wettkampfmodus
Der Triathlon bei Olympischen Spielen besteht aus zwei getrennten Veranstaltungen für Männer und für Frauen, die beide über die Distanzen 1,5 km Schwimmen, 40 km Radfahren und 10 km Laufen gehen. Der Start findet als Massenstart statt, auf der Radstrecke ist das Windschattenfahren freigegeben.
Wegen der Variabilität der Streckenführungen werden weder olympische Rekorde noch Weltrekorde geführt.
2013 fällte das IOC die Entscheidung, Team-Relay als zusätzliche Wettkampfform in das Programm Olympischer Spiele aufzunehmen. Die Teams setzen sich aus je zwei Frauen und Männern zusammen, jedes Mitglied absolviert nacheinander einen Super-Sprint aus 250–300 m Schwimmen, 5–8 km Radfahren und 1,2–2 km Laufen. Das Format gehörte auch bereits von Beginn an zum Programm Olympischer Jugendspiele.

## Teilnehmende Nationen
Die folgenden Nationen nahmen mit der in der Tabelle aufgeführten Anzahl von Startern an den vergangenen Olympischen Spielen im Triathlon teil:
| Nation                   | 00                 | 04                 | 08                 | 12                 | 16                 | Σ                  |  | 00                 | 04                 | 08                 | 12                 | 16                 | Σ                  |  | 00    | 04    | 08    | 12    | 16    | Σ     |
|                          | Startplätze Frauen | Startplätze Frauen | Startplätze Frauen | Startplätze Frauen | Startplätze Frauen | Startplätze Frauen |  | Startplätze Männer | Startplätze Männer | Startplätze Männer | Startplätze Männer | Startplätze Männer | Startplätze Männer |  | Total | Total | Total | Total | Total | Total |
| ------------------------ | ------------------ | ------------------ | ------------------ | ------------------ | ------------------ | ------------------ |  | ------------------ | ------------------ | ------------------ | ------------------ | ------------------ | ------------------ |  | ----- | ----- | ----- | ----- | ----- | ----- |
| Argentinien              | –                  | 1                  | –                  | –                  | –                  | 1                  |  | 1                  | –                  | –                  | 1                  | 2                  | 4                  |  | 1     | 1     | –     | 1     | 2     | 5     |
| Aserbaidschan            | –                  | –                  | –                  | –                  | –                  | –                  |  | –                  | –                  | –                  | –                  | 1                  | 1                  |  | –     | –     | –     | –     | 1     | 1     |
| Australien               | 3                  | 3                  | 3                  | 3                  | 3                  | 15                 |  | 3                  | 3                  | 2                  | 3                  | 3                  | 14                 |  | 6     | 6     | 5     | 6     | 6     | 29    |
| Barbados                 | –                  | –                  | –                  | –                  | –                  | –                  |  | –                  | –                  | –                  | –                  | 1                  | 1                  |  | –     | –     | –     | –     | 1     | 1     |
| Belgien                  | 2                  | 2                  | –                  | 1                  | 2                  | 7                  |  | –                  | –                  | 2                  | 1                  | 2                  | 5                  |  | 2     | 2     | 2     | 2     | 4     | 12    |
| Bermuda                  | –                  | –                  | 1                  | 1                  | 1                  | 3                  |  | –                  | 1                  | –                  | 1                  | –                  | 2                  |  | –     | 1     | 1     | 2     | 1     | 5     |
| Brasilien                | 3                  | 3                  | 1                  | 1                  | 1                  | 9                  |  | 3                  | 3                  | 2                  | 2                  | 1                  | 11                 |  | 6     | 6     | 3     | 3     | 2     | 20    |
| Chile                    | –                  | –                  | 1                  | 1                  | 1                  | 3                  |  | 1                  | –                  | –                  | 1                  | –                  | 2                  |  | 1     | –     | 1     | 2     | 1     | 5     |
| Volksrepublik China      | 2                  | 2                  | 2                  | 1                  | 1                  | 8                  |  | –                  | –                  | 1                  | 1                  | 1                  | 3                  |  | 2     | 2     | 3     | 2     | 2     | 11    |
| Costa Rica               | 1                  | –                  | –                  | –                  | –                  | 1                  |  | –                  | –                  | –                  | 1                  | 1                  | 2                  |  | 1     | –     | –     | 1     | 1     | 3     |
| Dänemark                 | 1                  | –                  | –                  | 2                  | –                  | 3                  |  | 1                  | 1                  | 1                  | –                  | 1                  | 4                  |  | 2     | 1     | 1     | 2     | 1     | 7     |
| Deutschland              | 2                  | 2                  | 3                  | 3                  | 2 1                | 12                 |  | 2                  | 3                  | 3                  | 3                  | – 1                | 11                 |  | 4     | 5     | 6     | 6     | 2 1   | 23    |
| Ecuador                  | –                  | –                  | –                  | 1                  | 1                  | 2                  |  | –                  | –                  | –                  | –                  | –                  | –                  |  | –     | –     | –     | 1     | 1     | 2     |
| Estland                  | –                  | –                  | –                  | –                  | 1                  | 1                  |  | –                  | 1                  | 1                  | –                  | –                  | 2                  |  | –     | 1     | 1     | –     | 1     | 3     |
| Frankreich               | 3                  | 1                  | 2                  | 3                  | 2                  | 11                 |  | 3                  | 3                  | 3                  | 3                  | 3                  | 15                 |  | 6     | 4     | 5     | 6     | 5     | 26    |
| Griechenland             | –                  | –                  | 1                  | –                  | –                  | 1                  |  | 1                  | 1                  | –                  | –                  | –                  | 2                  |  | 1     | 1     | 1     | –     | –     | 3     |
| Großbritannien           | 3                  | 3                  | 2                  | 3                  | 3                  | 14                 |  | 3                  | 3                  | 3                  | 3                  | 3                  | 15                 |  | 6     | 6     | 5     | 6     | 6     | 29    |
| Hongkong                 | –                  | –                  | 1                  | –                  | –                  | 1                  |  | –                  | 1                  | 1                  | –                  | –                  | 2                  |  | –     | 1     | 2     | –     | –     | 3     |
| Irland                   | –                  | –                  | 1                  | 1                  | 1                  | 3                  |  | –                  | –                  | –                  | 1                  | 1                  | 2                  |  | –     | –     | 1     | 2     | 2     | 5     |
| Israel                   | –                  | –                  | –                  | –                  | –                  | –                  |  | –                  | –                  | –                  | –                  | 1                  | 1                  |  | –     | –     | –     | –     | 1     | 1     |
| Italien                  | 2                  | 3                  | 2                  | 1                  | 2                  | 10                 |  | 1                  | 1                  | 2                  | 2                  | 2                  | 8                  |  | 3     | 4     | 4     | 3     | 4     | 18    |
| Jamaika                  | 1                  | –                  | –                  | –                  | –                  | 1                  |  | –                  | –                  | –                  | –                  | –                  | –                  |  | 1     | –     | –     | –     | –     | 1     |
| Japan                    | 3                  | 3                  | 3                  | 3                  | 3                  | 15                 |  | 3                  | 2                  | 2                  | 2                  | 1                  | 10                 |  | 6     | 5     | 5     | 5     | 4     | 25    |
| Jordanien                | –                  | –                  | –                  | –                  | –                  | –                  |  | –                  | –                  | –                  | –                  | 1                  | 1                  |  | –     | –     | –     | –     | 1     | 1     |
| Kanada                   | 3                  | 3                  | 3                  | 2                  | 3                  | 14                 |  | 1                  | 2                  | 3                  | 3                  | 2                  | 11                 |  | 4     | 5     | 6     | 5     | 5     | 25    |
| Kasachstan               | –                  | 1                  | –                  | –                  | –                  | 1                  |  | 2                  | 1                  | –                  | –                  | –                  | 3                  |  | 2     | 2     | -     | –     | –     | 4     |
| Kolumbien                | 1                  | 1                  | –                  | –                  | –                  | 2                  |  | –                  | –                  | –                  | 1                  | –                  | 1                  |  | 1     | 1     | –     | 1     | –     | 3     |
| Luxemburg                | 1                  | 1                  | 1                  | –                  | –                  | 3                  |  | –                  | –                  | 1                  | –                  | –                  | 1                  |  | 1     | 1     | 2     | –     | –     | 4     |
| Mauritius                | –                  | –                  | –                  | 1                  | 1                  | 2                  |  | –                  | –                  | –                  | –                  | –                  | –                  |  | –     | –     | –     | 1     | 1     | 2     |
| Mexiko                   | –                  | –                  | 1                  | 1                  | 2                  | 4                  |  | –                  | 2                  | 1                  | 1                  | 3                  | 7                  |  | –     | 2     | 2     | 2     | 5     | 11    |
| Monaco                   | –                  | –                  | –                  | –                  | –                  | –                  |  | –                  | –                  | –                  | 1                  | –                  | 1                  |  | –     | –     | –     | 1     | –     | 1     |
| Neuseeland               | 1                  | 1                  | 3                  | 3                  | 2                  | 10                 |  | 3                  | 3                  | 3                  | 3                  | 2                  | 14                 |  | 4     | 4     | 6     | 6     | 4     | 24    |
| Niederlande              | 3                  | 2                  | 1                  | 2                  | 1                  | 9                  |  | 3                  | –                  | 1                  | –                  | –                  | 4                  |  | 6     | 2     | 2     | 2     | 1     | 13    |
| Niederländische Antillen | –                  | –                  | –                  | –                  | –                  | –                  |  | 1                  | –                  | –                  | –                  | –                  | 1                  |  | 1     | –     | –     | –     | –     | 1     |
| Norwegen                 | –                  | –                  | –                  | –                  | –                  | –                  |  | –                  | –                  | –                  | –                  | 1                  | 1                  |  | –     | –     | –     | –     | 1     | 1     |
| Österreich               | –                  | 2                  | 3                  | 1                  | 2                  | 8                  |  | 1                  | 1                  | 1                  | 1                  | 1                  | 5                  |  | 1     | 3     | 4     | 2     | 3     | 13    |
| Polen                    | –                  | –                  | 2                  | 2                  | 1                  | 5                  |  | –                  | –                  | 1                  | 1                  | –                  | 2                  |  | –     | –     | 3     | 3     | 1     | 7     |
| Portugal                 | –                  | 1                  | 1                  | –                  | –                  | 2                  |  | –                  | –                  | 2                  | 2                  | 3                  | 7                  |  | –     | 1     | 3     | 2     | 3     | 9     |
| Puerto Rico              | –                  | –                  | –                  | –                  | –                  | –                  |  | –                  | –                  | –                  | 1                  | 1                  | 2                  |  | –     | –     | –     | 1     | 1     | 2     |
| Russland                 | 1                  | 2                  | 2                  | 2                  | 3                  | 10                 |  | –                  | 1                  | 3                  | 3                  | 3                  | 10                 |  | 1     | 3     | 5     | 5     | 6     | 20    |
| Schweden                 | –                  | –                  | 1                  | 1                  | 1                  | 3                  |  | 1                  | –                  | –                  | –                  | –                  | 1                  |  | 1     | –     | 1     | 1     | 1     | 4     |
| Schweiz                  | 3                  | 2                  | 3                  | 2                  | 2                  | 12                 |  | 3                  | 3                  | 3                  | 2                  | 2                  | 13                 |  | 6     | 5     | 6     | 4     | 4     | 25    |
| Simbabwe                 | –                  | –                  | –                  | –                  | –                  | –                  |  | 1                  | –                  | 1                  | 1                  | –                  | 3                  |  | 1     | –     | 1     | 1     | –     | 3     |
| Slowakei                 | –                  | –                  | –                  | –                  | –                  | –                  |  | –                  | –                  | 1                  | 1                  | 1                  | 3                  |  | –     | –     | 1     | 1     | 1     | 3     |
| Slowenien                | –                  | –                  | –                  | 1                  | 1                  | 2                  |  | –                  | –                  | –                  | –                  | –                  | –                  |  | –     | –     | –     | 1     | 1     | 2     |
| Spanien                  | 1                  | 3                  | 2                  | 3                  | 3                  | 12                 |  | 3                  | 3                  | 2                  | 3                  | 3                  | 14                 |  | 4     | 6     | 4     | 6     | 6     | 26    |
| Südafrika                | 1                  | 1                  | 2                  | 2                  | 2                  | 8                  |  | 1                  | 1                  | –                  | 1                  | 2                  | 5                  |  | 2     | 2     | 2     | 3     | 4     | 13    |
| Südkorea                 | –                  | –                  | –                  | –                  | –                  | –                  |  | –                  | –                  | –                  | 1                  | –                  | 1                  |  | –     | –     | –     | 1     | –     | 1     |
| Syrien                   | –                  | –                  | –                  | –                  | –                  | –                  |  | –                  | –                  | 1                  | –                  | –                  | 1                  |  | –     | –     | 1     | –     | –     | 1     |
| Tschechien               | 1                  | 3                  | 2                  | 2                  | 1                  | 9                  |  | 3                  | 2                  | 1                  | 2                  | –                  | 8                  |  | 4     | 5     | 3     | 4     | 1     | 17    |
| Ukraine                  | –                  | –                  | 1                  | 1                  | 1                  | 3                  |  | 2                  | 3                  | 3                  | 1                  | 1                  | 10                 |  | 2     | 3     | 4     | 2     | 2     | 13    |
| Ungarn                   | 3                  | 1                  | 1                  | 1                  | 2                  | 8                  |  | 1                  | 1                  | 1                  | –                  | 2                  | 5                  |  | 4     | 2     | 2     | 1     | 4     | 13    |
| Venezuela                | –                  | –                  | –                  | –                  | –                  | –                  |  | 1                  | 1                  | –                  | –                  | –                  | 2                  |  | 1     | 1     | –     | –     | –     | 2     |
| Vereinigte Staaten       | 3                  | 3                  | 3                  | 3                  | 3                  | 15                 |  | 3                  | 3                  | 3                  | 1                  | 3                  | 13                 |  | 6     | 6     | 6     | 4     | 6     | 28    |
| Nationen                 | 24                 | 25                 | 29                 | 31                 | 31                 | 41                 |  | 27                 | 26                 | 30                 | 32                 | 31                 | 50                 |  | 34    | 33    | 36    | 39    | 42    | 54    |
| Starter                  | 48                 | 50                 | 55                 | 55                 | 55                 |                    |  | 52                 | 50                 | 55                 | 55                 | 55                 |                    |  | 100   | 100   | 110   | 110   | 110   |       |
| Jahr                     | 00                 | 04                 | 08                 | 12                 | 16                 | Σ                  |  | 00                 | 04                 | 08                 | 12                 | 16                 | Σ                  |  | 00    | 04    | 08    | 12    | 16    | Σ     |

## Ewiger Medaillenspiegel
Stand: 2024
Sechzehn Nationen haben bisher die achtundvierzig bei Olympischen Spielen im Triathlon vergebenen Medaillen unter sich aufgeteilt.
| Rang | Land                  | Goldmedaille | Silbermedaille | Bronzemedaille | Gesamt |
| ---- | --------------------- | ------------ | -------------- | -------------- | ------ |
| 1    | Großbritannien        | 4            | 3              | 4              | 11     |
| 2    | Schweiz               | 2            | 2              | 2              | 6      |
| 3    | Deutschland           | 2            | 1              | -              | 3      |
| 4    | Australien            | 1            | 2              | 2              | 5      |
|      | Neuseeland            | 1            | 2              | 2              | 5      |
|      | Vereinigte Staaten    | 1            | 2              | 2              | 5      |
| 7    | Kanada                | 1            | 1              | -              | 2      |
| 8    | Frankreich            | 1            | -              | 2              | 3      |
| 9    | Österreich            | 1            | -              | -              | 1      |
|      | Norwegen              | 1            | -              | -              | 1      |
|      | Bermuda               | 1            | -              | -              | 1      |
| 12   | Portugal              | -            | 1              | -              | 1      |
|      | Spanien               | -            | 1              | -              | 1      |
|      | Schweden              | -            | 1              | -              | 1      |
| 15   | Tschechische Republik | -            | -              | 1              | 1      |
|      | Südafrika             | -            | -              | 1              | 1      |